# Троица (Львовская область)
Троица (укр. Трійця) — село в Лопатинской поселковой общине Шептицкого района Львовской области Украины.
Население по переписи 2001 года составляло 285 человек. Занимает площадь 1,618 км². Почтовый индекс — 80263. Телефонный код — 3255.